# Theodore Marcuse
Pour les articles homonymes, voir Marcuse.
Theodore (Carroll) « Theo » Marcuse est un acteur américain, né le 2 août 1920 à Washington (district de Columbia), mort le 29 novembre 1967 à Los Angeles (quartier d'Hollywood, Californie).

## Biographie
Theodore Marcuse entame sa carrière d'acteur au théâtre et joue notamment à Broadway (New York) dans trois pièces, Antoine et Cléopâtre de William Shakespeare (1947-1948, avec Godfrey Tearle et Katharine Cornell dans les rôles-titre), Médée d'Euripide (1949, avec Judith Anderson dans le rôle-titre et Henry Brandon), et enfin Richard II du même Shakespeare (1951, avec Maurice Evans dans le rôle-titre et Betsy Blair).
Au cinéma, il contribue à seize films américains, le premier sorti en 1954. Suivent notamment Un seul amour de George Sidney (1957, avec Kim Novak et Jeff Chandler), La Vie privée d'Hitler de Stuart Heisler (1962, avec Richard Basehart dans le rôle d'Hitler, lui-même personnifiant Julius Streicher) et Le Kid de Cincinnati de Norman Jewison (1965, avec Steve McQueen et Edward G. Robinson). Son dernier film est The Picasso Summer de Robert Sallin, sorti en 1969, après sa mort prématurée fin 1967, à 47 ans, dans un accident de la route.
À la télévision américaine, outre deux téléfilms (1952-1967), Theodore Marcuse apparaît dans soixante-quatre séries dès 1950, dont Perry Mason (deux épisodes, 1959-1961), Les Incorruptibles (cinq épisodes, 1960-1963), La Quatrième Dimension (deux épisodes, 1962) et Les Mystères de l'Ouest (trois épisodes, 1966-1968).
Sa dernière série est Daniel Boone, avec un épisode diffusé le 15 février 1968, moins de trois mois après son décès.

## Théâtre à Broadway (intégrale)
- 1947-1948 : Antoine et Cléopâtre (Antony and Cleopatra) de William Shakespeare, production de Katharine Cornell : Demetrius
- 1949 : Médée (Medea) d'Euripide : un esclave de Jason
- 1951 : Richard II (King Richard II) de William Shakespeare : le lord Maréchal

## Filmographie

### Cinéma (sélection)
- 1957 : The 27th Day de William Asher : le colonel Gregor
- 1957 : Un seul amour (Jeanne Eagels) de George Sidney : Dr Richards
- 1962 : La Vie privée d'Hitler (Hitler) de Stuart Heisler : Julius Streicher
- 1963 : Trois filles à marier (For Love and Money) de Michael Gordon : un artiste
- 1964 : Les Pas du tigre (A Tiger Walks) de Norman Tokar : Josef Pietz
- 1965 : Le Kid de Cincinnati (The Cincinnati Kid) de Norman Jewison : Felix
- 1966 : La blonde défie le FBI (The Glass Bottom Boat) de Frank Tashlin : Gregor
- 1968 : Les Rêves érotiques de Paula Schultz (The Wicked Dreams of Paula Schultz) de George Marshall : « le hibou »
- 1969 : The Picasso Summer de Robert Sallin : l'hôte

### Télévision

#### Séries (sélection)
- 1957 : Gunsmoke ou Police des plaines (Gunsmoke ou Marshal Dillon)
  - Saison 2, épisode 16 The Cover Up de William D. Russell : Zack Ritter
- 1958 : Monsieur et Madame détective (The Thin Man)
  - Saison 1, épisode 32 The Saucer People de William Asher : M. Haywood
- 1958-1960 : Peter Gunn
  - Saison 1, épisode 6 The Chinese Hangman (1958) de Blake Edwards : Ahben Unesku
  - Saison 2, épisode 36 The Crossbow d'Alan Crosland Jr. : le baron
- 1959 : Mike Hammer (Mickey Spillane's Mike Hammer), première série
  - Saison 2, épisode 14 Tattoo Bruté de Virgil W. Vogel : Copper Mako
- 1959 : La Grande Caravane (Wagon Train)
  - Saison 2, épisode 36 The Rodney Lawrence Story de Virgil W. Vogel : Keller
- 1959-1961 : Perry Mason
  - Saison 2, épisode 12 Rêves brisés (The Case of the Shattered Dream, 1959) d'Andrew V. McLaglen : William Walker
  - Saison 5, épisode 1 The Case of the Jealous Journalist (1961) de John English : Boyd Alison
- 1960 : Bonanza
  - Saison 2, épisode 8 The Abduction de Charles F. Haas : Roudin « Le Grand Mystique »
- 1960-1962 : 77 Sunset Strip
  - Saison 2, épisode 32 Spark of Freedom (1960) de Charles F. Haas : Ferenzi
  - Saison 3, épisode 25 Tiger by the Tail (1961) : Igor
  - Saison 5, épisode 6 The Catspaw Caper (1962) de Paul Landres : Hugo Dobsa
- 1960-1963 : Les Incorruptibles (The Untouchables)
  - Saison 1, épisode 17 Gangsters d'acier (One-Armed Bandits, 1960) de Walter Grauman : Paul Curtiz
  - Saison 3, épisode 9 La Ville sans nom (City Without a Name, 1961) - Oscar Symes) de Paul Wendkos et épisode 16 L'Arbre de la mort (The Death Tree, 1962) - Alex de Vincent McEveety
  - Saison 4, épisode 6 Oiseaux maléfiques (Bird in the Hand, 1962) - l'homme de Walter Grauman et épisode 29 Ligne de tir (Line of Fire, 1963) - Vince Bogan de Robert Butler
- 1962 : La Quatrième Dimension (The Twilight Zone)
  - Saison 3, épisode 24 Comment servir l'homme (To Serve Man - Gregori) de Richard L. Bare et épisode 31 L'Échange (The Trade-Ins - Farraday) d'Elliot Silverstein
- 1963 : Le Plus Grand Chapiteau du monde (The Greatest Show on Earth)
  - Saison unique, épisode 4 Don't Look Down, Don't Look Back : Bill Morris
- 1964 : Au-delà du réel (The Outer Limits)
  - Saison 1, épisode 27 Rires et Jeux (Fun and Games) de Gerd Oswald : un joueur de cartes
- 1964 : Voyage au fond des mers (Voyage to the Bottom of the Sea)
  - Saison 1, épisode 1 Onze jours avant zéro (Eleven Days to Zero) d'Irwin Allen : Dr Gamma
- 1965 : L'Homme à la Rolls (Burke's Law), première série
  - Saison 3, épisode 1 Balance of Terror : Hugo Sihler
- 1965 : Max la Menace (Get Smart)
  - Saison 1, épisode 14 Orient Express (Aboard the Orient Express) de Frank McDonald : Demetrios
- 1965 : Laredo
  - Saison 1, épisode 14 The Heroes of San Gill de Paul Stanley : Waldo
- 1965-1967 : Des agents très spéciaux (The Man from U.N.C.L.E.)
  - Saison 2, épisode 6 L'Affaire des récupérateurs (The Re-Collectors Affair, 1965 - Gregori Valetti) d'Alvin Ganzer et épisode 29 Moins X (The Minus-X Affair, 1966) - Arthur Rollo de Barry Shear
  - Saison 3, épisode 23 Oncle Charlie (The Pieces of Fate Affair, 1967) de John Brahm : Ellipsis Zark
- 1966 : Les Espions (I Spy)
  - Saison 1, épisode 25 Ma mère est une espionne (My Mother, the Spy) de Richard Benedict : Tiba
- 1966 : Batman
  - Saison 1, épisode 31 Le Cinéma du Sphinx (Death in Slow Motion) et épisode 32 Le Sphynx tourne mal (The Ridder's False Notion) : Von Bloheim
- 1966 : Daktari
  - Saison 1, épisode 18 Judy et les trafiquants d'armes (Judy and the Gunrunners) d'Andrew Marton : Dr Akubar
- 1966 : Au cœur du temps (The Time Tunnel)
  - Saison unique, épisode 9 L'Île du Diable (Devil's Island) de Jerry Hopper : Lescaux
- 1966-1968 : Les Mystères de l'Ouest (The Wild Wild West)
  - Saison 1, épisode 28 La Nuit de la peste subite (The Night of the Sudden Plague, 1966) d'Irving J. Moore : Dr Vincent Kirby
  - Saison 2, épisode 8 La Nuit des bagnards (The Night of the Bottomless Pitt, 1966) de Robert Sparr : Gustave Mauvais
  - Saison 3, épisode 17 La Nuit du mannequin (The Night of the Headless Woman, 1968) d'Alan Crosland Jr. : Abdul Hassan
- 1967 : Les Envahisseurs (The Invaders)
  - Saison 1, épisode 4 Les Sangsues (The Leeches) de Paul Wendkos : Dr Noel Markham
- 1967 : Star Trek
  - Saison 2, épisode 7 Dans les griffes du chat (Catspaw) de Joseph Pevney : Korob
- 1967 : Papa Schultz ou Stalag 13 (Hogan's Heroes)
  - Saison 2, épisode 18 Le Cambriolage (The Great Brinksmeyer Robbery - Ludwig Strasser) et épisode 30 Un Klink en toc (The Reluctant Target - Pierre)
  - Saison 3, épisode 15 L'Otage (The Hostage) : le général Friedrich von Heiner
- 1968 : Daniel Boone
  - Saison 4, épisode 20 Fort New Madrid aka The Spanish Fort : Hugo Dopfer

#### Téléfilms (intégrale)
- 1952 : Love Story de William Corrigan : John
- 1967 : L'Homme de fer (Ironside) de James Goldstone : le barman de la Taverne d'Alger